# Ровина (річка)
Ровина — мала річка в Українських Карпатах, у межах Сколівського району Львівської області. Ліва притока Опору (басейн Дністра).

## Опис
Довжина річки — 8,3 км. Ровина — типово гірська річка з кам'янистим дном і численними перекатами та порогами. Річище слабозвивисте.

## Розташування
Ровина бере початок між північними схилами гори Великий Явірник, що на Верховинському Вододільному хребті, та південно-східною частиною хребта Бердо. Тече спочатку на північний схід, а потім переважно на схід. Впадає до Опору в межах села Лавочне.